# RTL International
RTL International war ein deutschsprachiger Bezahlfernsehsender der RTL Group und zielte auf deutschsprachige Zuschauer in Israel, dem südlichen Afrika, Australien, Georgien, Kanada und den USA ab. Es wurden ausgewählte Programme der deutschen Fernsehsender der RTL Group gezeigt. RTL International ersetzte im südlichen Afrika und Israel das bisherige Angebot von RTL Television und sendete zudem erstmals in Australien, Georgien, Kanada und den USA. RTL International sendete auch in HD-Qualität.
Im Februar 2017 gab die RTL Group bekannt, dass der Sendebetrieb zum 31. Mai 2017 wieder eingestellt wird. Grund dafür waren die niedrigen Abonnentenzahlen.

## Pay-TV-Anbieter
Unter anderem folgende Pay-TV-Anbieter hatten mit Stand November 2016 RTL International im Angebot.
- Caucasus Online – Georgien
- Charter Communications – USA
- Deukom – Botswana, Mosambik, Simbabwe und Südafrika
- flip TV – Australien
- HOT – Israel
- Satelio – Ghana, Kenia, Namibia, Nigeria, Seychellen und Togo
- Silknet – Georgien
- Yes – Israel